# Julia Duffy

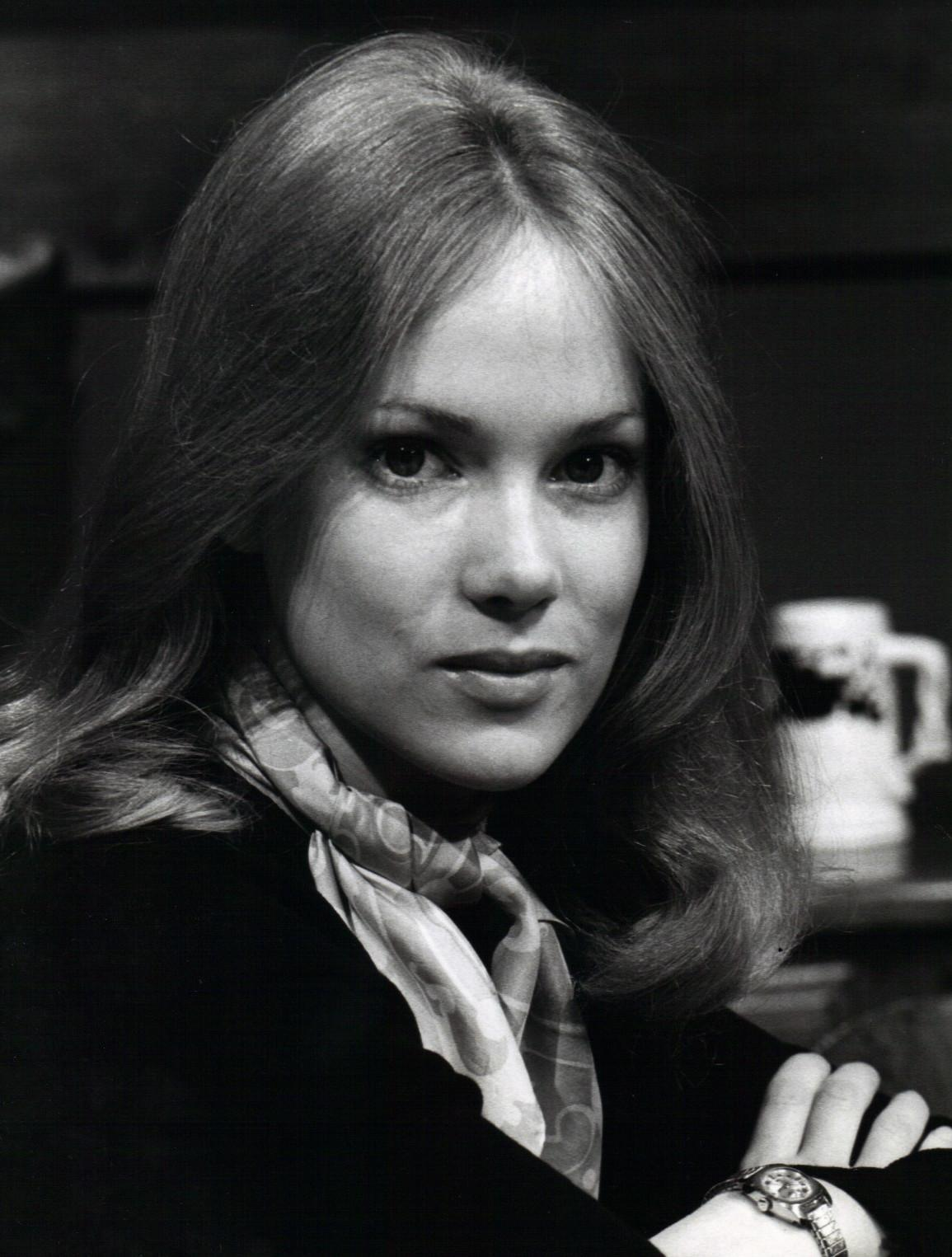
Julia Duffy The Doctors 1975

Julia Duffy  tên khai sinh là Julia Margaret Hinds, sinh ngày 27 tháng 6 năm 1951, là nữ diễn viên người Mỹ. 

## Sự nghiệp
Các phim cô tham gia diễn xuất:
| Năm  | Phim                            | Phim                                   | Vai                                | Kênh           |
| Năm  | Tựa tiếng Anh                   | Tựa tiếng Việt                         | Vai                                | Kênh           |
| ---- | ------------------------------- | -------------------------------------- | ---------------------------------- | -------------- |
| 1999 | Sabrina the Teenage Witch       | Sabrina, cô phù thủy nhỏ               | Lucy - vợ cũ của Hiệu trưởng Kraft | VTV3           |
| 2005 | The Suite Life of Zack and Cody | Cuộc sống thượng hạng của Zack và Cody | Martha Harrington (tập 3 phần 1)   | Disney Channel |
| 2008 | Wizards of Waverly Place        | Những phù thủy xứ Waverly              | Angela (tập 18 phần 1)             | Disney Channel |